# UND Adriyatik
UND Adriyatik è una nave della compagnia U.N. Ro-Ro Isletmeleri A. S. È un'unità da trasporto turca di tipo Ro-Ro adatta al trasporto di mezzi pesanti, nota per essere andata a fuoco il 6 febbraio 2008 al largo delle coste dell'Istria, appena fuori dalle acque territoriali croate. La nave era usualmente impiegata sulla rotta Istanbul-Trieste.
L'unità, di 193 metri di lunghezza, è entrata in servizio il 1º settembre 2001 dopo essere stata costruita nei cantieri tedeschi di Flensburgo.
La nave che trasportava 202 veicoli ha lanciato il Mayday alle 05:04 del giorno 6, ora locale, mentre si trovava a 13 miglia circa ad ovest di Rovigno. I 22 membri dell'equipaggio e i 9 passeggeri si sono salvati lanciandosi in mare e sono stati tratti in salvo dalla nave greca Ikarus Palace che li ha poi trasportati a Venezia.
Le autorità croate sono intervenute con mezzi aeronavali ma senza riuscire ad avere ragione delle fiamme. Appena l'8 febbraio le fiamme sono state domate con l'intervento dei tecnici specializzati della Smit Internationale provenienti dai Paesi Bassi, noti per essere intervenuti anche nel disastro del sottomarino russo Kursk.
Fortunatamente le fiamme non hanno raggiunto i serbatoi di combustibile della nave che, pur inclinandosi di 3 gradi verso sinistra ed avendo bruciato per 3 giorni, non si è deformata né rovesciata, risparmiando il mar Adriatico da un disastro ecologico.
L'unità è rimasta a 5 miglia circa da Pola fino al 17 febbraio quando alcuni rimorchiatori italiani hanno cominciato a trainarla verso Trieste dove è entrata in porto il 19 per essere ricoverata presso l'Arsenale San Marco.

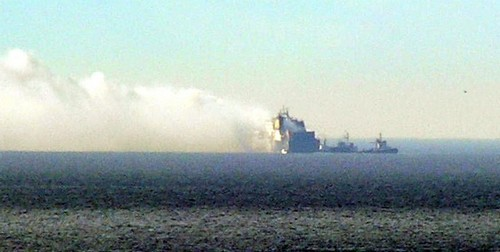
La UND Adriyatik durante il rogo.